# Dariusz Ledworowski
Dariusz Władysław Ledworowski (ur. 19 listopada 1949) – polski ekonomista, menedżer i polityk, w 1991 minister współpracy gospodarczej z zagranicą.

## Życiorys
Absolwent studiów magisterskich Instytutu Nauk Ekonomicznych Uniwersytetu Warszawskiego (1972). Uzyskał stopień naukowy doktora nauk ekonomicznych na Wydziale Ekonomiczno-Socjologicznym Uniwersytetu Łódzkiego (1977). Był pracownikiem w Instytucie Nauk Ekonomicznych PAN.
Od 16 października 1989 do 12 stycznia 1991 pełnił funkcję podsekretarza stanu w Ministerstwie Współpracy Gospodarczej z Zagranicą, a następnie do 23 grudnia 1991 zajmował stanowisko ministra tegoż resortu w rządzie Jana Krzysztofa Bieleckiego.
W latach 1990–1992 przewodniczył radzie Banku Rozwoju Eksportu. W 1992 został prezesem zarządu Banku Rolno-Przemysłowego (od 1996 działającego pod nazwą Rabobank Polska), funkcję tę pełnił nieprzerwanie do 2009. Od 2009 do 2014 był przewodniczącym grupy roboczej ds. finansów Społecznej Rady Narodowego Programu Redukcji Emisji. Współpracownik Centrum Analiz Społeczno-Ekonomiczych.

## Odznaczenia
- Krzyż Oficerski Orderu Odrodzenia Polski (2011)[6]
- Krzyż Kawalerski Orderu Odrodzenia Polski (2001)[7]
- Odznaka honorowa „Za zasługi dla bankowości Rzeczypospolitej Polskiej” (2006)[8]